# Protect the Boss
Protect the Boss (en hangul, 보스를 지켜라; romanización revisada, Boseureul Jikyeora) es una serie de televisión surcoreana emitida en 2011,  protagonizada por Ji Sung, Choi Kang Hee, Kim Jae Joong y Wang Ji Hye. Fue transmitida en su país de origen por Seoul Broadcasting System desde el 3 de agosto hasta el 29 de septiembre de 2011, con una longitud de 18 episodios emitidos cada miércoles y jueves a las 22:00 (KST).

## Argumento
Cha Ji Heon (Ji Sung) es un joven muy inmaduro que no sirve para nada en su trabajo como director en el DN Group, donde el presidente Cha Bong-man, es su padre (Park Yeong-gyu). Ji Heon tiene una rivalidad de larga data en el trabajo y amor, con su primo Cha Moo Won (Kim Jae Joong), porque Moo Won es un ejecutivo trabajador, aparentemente perfecto, y ambos tienen una historia romántica con Seo Na Yoon (Wang Ji Hye). Por otro lado, la valiente y fuerte Noh Eun Seol (Choi Kang Hee) lucha por encontrar trabajo a tiempo completo debido a su registro de delincuencia juvenil y su mala formación académica.
Después de dar lo mejor de sí misma a los encargados de la empresa durante una entrevista de trabajo en el DN Group. Eun Seol se sorprende al encontrarse contratada por Moo Won, que cautivado por su entrevista decide que sea la secretaria de Ji Heon, quien decidida a no ser despedida de su primer trabajo profesional, trabaja con diligencia en acabar la inmadurez de él y mantenerlo bajo control. A medida que avanza su relación de trabajo, se ganan la confianza y amistad del uno al otro, ya que Eun Seol ayuda a Ji Heon lidiar con sus fobias y demostrar que es capaz de convertirse en el sucesor del DN Group, sin embargo las cosas se complican más cuando Ji Heon y Moo Won se enamoran de Eun Seol.

## Reparto

### Personajes principales
- Ji Sung como Cha Ji Heon.[5]
- Choi Kang Hee como Noh Eun Seol.[6]
- Kim Jae Joong como Cha Moo Won.[7]
- Wang Ji Hye como Seo Na Yoon.[8]

### Personajes secundarios
- Park Yeong-gyu como Presidente Cha Bong-man.
- Cha Hwa Yeon como Shin Sook Hee.
- Kim Chung como Hwang Kwan Jang.
- Kim Young Ok como Señora Song.
- Jung Kyu Soo como Noh Bong Man.
- Ha Jae Suk como Lee Myung Ran.

### Otros personajes
- Kim Hyung Bum como Secretario Kim.
- Lee Da Yeon como Secretaria Choo.
- Kim Ha Kyoon como Secretario Jang.
- Kim Seung Wook como Park Sang Moo.
- Lee Hee Won como Yang Ha Young.
- Kim Hyo Joo.

### Apariciones especiales
- Ahn Nae-sang como un prestamista/usurero (ep. #1).
- Hong Suk Yeon.
- Byun Ji Soo.

## Recepción

### Audiencia
En azul la audiencia más baja y en rojo la más alta, correspondientes a las empresas medidoras TNms y AGB Nielsen.
| Ep. #    | Fecha de estreno         | Share        | Share        | Share       | Share       |
| Ep. #    | Fecha de estreno         | TNmS Ratings | TNmS Ratings | AGB Nielsen | AGB Nielsen |
| Ep. #    | Fecha de estreno         | Nacional     | Seúl         | Nacional    | Seúl        |
| -------- | ------------------------ | ------------ | ------------ | ----------- | ----------- |
| 1        | 3 de agosto de 2011      | 12.1 %       | 14.5 %       | 12.6 %      | 14.5 %      |
| 2        | 4 de agosto de 2011      | 13.4 %       | 16.3 %       | 14.7 %      | 17.8 %      |
| 3        | 10 de agosto de 2011     | 15.3 %       | 18.3 %       | 15.5 %      | 17.8 %      |
| 4        | 11 de agosto de 2011     | 15.3 %       | 17.6 %       | 16.4 %      | 18.7 %      |
| 5        | 17 de agosto de 2011     | 15.7 %       | 19.2 %       | 17.8 %      | 20.5 %      |
| 6        | 18 de agosto de 2011     | 16.1 %       | 19.0 %       | 17.8 %      | 20.4 %      |
| 7        | 24 de agosto de 2011     | 14.0 %       | 17.8 %       | 16.3 %      | 18.5 %      |
| 8        | 25 de agosto de 2011     | 15.6 %       | 18.7 %       | 16.5 %      | 19.0 %      |
| 9        | 31 de agosto de 2011     | 14.0 %       | 17.2 %       | 16.0 %      | 18.3 %      |
| 10       | 1 de septiembre de 2011  | 14.5 %       | 17.5 %       | 15.4 %      | 17.2 %      |
| 11       | 7 de septiembre de 2011  | 13.2 %       | 15.5 %       | 15.3 %      | 17.4 %      |
| 12       | 8 de septiembre de 2011  | 13.4 %       | 16.2 %       | 14.8 %      | 16.6 %      |
| 13       | 14 de septiembre de 2011 | 13.9 %       | 18.1 %       | 13.2 %      | 15.4 %      |
| 14       | 15 de septiembre de 2011 | 13.3 %       | 15.8 %       | 14.0 %      | 15.3 %      |
| 15       | 21 de septiembre de 2011 | 13.5 %       | 16.9 %       | 14.5 %      | 16.6 %      |
| 16       | 22 de septiembre de 2011 | 12.9 %       | 15.4 %       | 14.1 %      | 16.4 %      |
| 17       | 28 de septiembre de 2011 | 14.1 %       | 17.1 %       | 12.9 %      | 15.5 %      |
| 18       | 29 de septiembre de 2011 | 14.6 %       | 18.1 %       | 14.2 %      | 16.6 %      |
| Promedio | Promedio                 | 14.1 %       | 17.2 %       | 15.1 %      | 17.4 %      |

## Banda sonora
1. "우리 그냥 사랑하게 해주세요" (Please let us love) – A Pink
2. "잘 알지도 못하면서" – Lyn
3. "지켜줄게" (I'll protect you) – Kim Jae Joong[11]
4. "묻는다 – 엠스트리트" - M.Street
5. "그대만 보여요" (I can only see you) – Yewon de Jewelry y Hwang Kwanghee de ZE:A[12]
6. "슬픈 노래는" (Sad song) – Heo Young Saeng[13]
7. "너 때문에" – Hyu Woo
8. "이제야 알겠어" (Now we know why) – Son Hyun Woo
9. "우리 그냥 사랑하게 해주세요" (instrumental)
10. "잘 알지도 못하면서" (instrumental)
11. "지켜줄게" (instrumental)
12. "묻는다" (instrumental)
13. "그대만 보여요" (instrumental)
14. "슬픈 노래는" (instrumental)
15. "너 때문에" (instrumental)
16. "이제야 알겠어" (instrumental)

## Premios
SBS Drama Awards 2011
- Premio a la alta excelencia, actor en un drama especial - Ji Sung
- Premio a la alta excelencia, actriz en un drama especial - Choi Kang Hee
- Mejor actor de reparto en un drama especial - Park Yeong-gyu
- Artista Top 10 - Ji Sung y Choi Kang Hee
- Premio nuevos artistas - Kim Jae Joong, Wang Ji Hye
- Premio a la popularidad por los Netizen, actriz - Choi Kang Hee
- Premio a la mejor pareja - Ji Sung y Choi Kang Hee
- Premio al logro - Kim Young Ok

## Emisión internacional
- Filipinas: Jeepney TV.
- Hong Kong: Entertainment Channel, CABLE No.1 Channel y TVB J2.
- Indonesia: Indosiar.
- Japón: KNTV, DATV, KBS Japan, BS Japan y TBS.
- Malasia: 8TV.
- Tailandia: PPTV HD.
- Taiwán: GTV.

## Adaptaciones
- Ucrania: Save the Boss (Спасти Босса), en 2012.